# Karabin maszynowy L86 LSW
L86 LSW (Light Support Weapon) – brytyjski ręczny karabin maszynowy kalibru 5,56 mm, będący odmianą karabinu szturmowego L85, wchodzący w skład systemu uzbrojenia piechoty SA-80, opracowanego w latach 80. XX wieku. Od karabinu L85, broń różni się przede wszystkim wydłużoną lufą zapewniającą większą celność i prędkość początkową pocisku oraz dwójnogiem.
Podobnie jak pozostałe karabiny z serii SA-80, L86A1 został poddany znacznej krytyce, gdy podczas I wojny w Zatoce Perskiej broń okazała się zawodna i nieprzystosowana do trudnych warunków bojowych. Dodatkową wadą karabinu był niewielki 30-nabojowy magazynek, identyczny jak w karabinie L85, który nie pozwalał na efektywne wykorzystanie broni jako karabinu maszynowego. W latach 90. broń poddano modernizacji, w wyniku której powstał karabin L86A2, pozbawiony większości wad poprzednika.
Obecnie karabin L86A2 wykorzystywany jest w British Army głównie przez drużynowych strzelców wyborowych do atakowania celów na dużym dystansie, a funkcję ręcznego karabinu maszynowego w dużej mierze przejął karabin FN Minimi (L110A1) produkcji belgijskiej.